# 武功山岩荠
武功山岩荠（学名：Cochlearia hui），为十字花科岩荠属下的一个植物种。